# Jerzy Solecki
Jerzy Solecki – podpułkownik saperów Wojska Polskiego.

## Życiorys
Po odzyskaniu przez Polskę niepodległości w 1918 roku został przyjęty do Wojska Polskiego. Był pierwszym komendantem Kościuszkowskiego Obozu Szkolnego Saperów pod koniec 1919.

## Ordery i odznaczenia
- Krzyż Srebrny Orderu Virtuti Militari (1922)[2].